# Assino
Assino (russisch А́сино) ist eine Stadt in der Oblast Tomsk (Russland) mit 25.618 Einwohnern (Stand 14. Oktober 2010).

## Geographie
Die Stadt liegt im Südosten des Westsibirischen Tieflandes, etwa 90 km nordöstlich der Oblasthauptstadt Tomsk, am Tschulym, einem rechten Nebenfluss des Ob.
Die Stadt Assino ist der Oblast administrativ direkt unterstellt und zugleich Verwaltungszentrum des gleichnamigen Rajons.
Assino besitzt einen Flusshafen am Tschulym und ist seit dem 11. Dezember 1937 über eine Eisenbahnstrecke mit Tomsk verbunden (regulärer Betrieb ab 1939). 1973 wurde die Strecke um 180 km nach Norden, bis nach Bely Jar am Ket, verlängert.

## Geschichte
Assino entstand 1896 als Umsiedlerdorf Xenjewka (später auch Xenijewski), benannt nach der Schwester des letzten russischen Zaren Nikolaus II., Großfürstin Xenija Alexandrowna. 1933 erfolgte die Umbenennung in Assino, abgeleitet von Asja, einem russischen Diminutiv von Xenija. Am 12. Dezember 1945 erhielt der Ort den Status einer Siedlung städtischen Typs und am 31. März 1952 die Stadtrechte.
In den 1950er Jahren lebte und arbeitete in Assino der angehende Schriftsteller Wil Lipatow, im nahe gelegenen Dorf Nowokuskowo bis 1956 der Schriftsteller Georgi Markow (1911–1991), später Vorsitzender des Schriftstellerverbandes der UdSSR.

### Bevölkerungsentwicklung
| Jahr | Einwohner |
| ---- | --------- |
| 1939 | 6.160     |
| 1959 | 24.682    |
| 1970 | 29.395    |
| 1979 | 31.624    |
| 1989 | 33.471    |
| 2002 | 28.068    |
| 2010 | 25.618    |

Anmerkung: Volkszählungsdaten

## Kultur, Bildung und Sehenswürdigkeiten
Seit 1989 gibt es in Assino ein Heimatmuseum, mit Filiale in Georgi Markows Geburtshaus in Nowokuskowo.

## Wirtschaft
Assino ist regionales Zentrum der Holzwirtschaft. Der größte holzverarbeitende Betrieb der Stadt, das Kombinat ASKOM, ist jedoch momentan außer Betrieb. Es gibt Bestrebungen zur Wiedereröffnung.
Seit den 1990er-Jahren hat sich das Birkenrinden-Handwerk als wichtiger Wirtschaftszweig entwickelt, wobei Asino das Zentrum der in der gesamten Region weit verbreiteten traditionellen Verarbeitung der Birkenrinde ist.
In der Umgebung werden Landwirtschaft und Baumaterialienwirtschaft betrieben.